# به عقب نگاه کن
به عقب نگاه کن (ژاپنی: ルックバック هپبورن: Rukku Bakku) (به انگلیسی: Look Back) مانگا وان شات ژاپنی است که توسط تاتسوکی فوجیموتو نوشته و تصویر شده‌است که در ژوئیه ۲۰۲۱ به‌وسیلهٔ شوئیشا در شونن جامپ+ منتشر شد.

## داستان
آیومو فوجینو یک دانش آموز دبستانی با استعداد در طراحی مانگا است که در مدرسه مانگاهایش منتشر می‌کند؛ پس از مورد ستایش قرار گرفتن برای مهارت‌های استثنایی‌اش، او با دانش‌آموز دیگری به نام کیوموتو مواجه می‌شود که شروع به انتشار مانگای خود در کنار فوجینو می‌کند اما کیوموتو از فوجینو موفق‌تر می‌شود. فوجینو که از این موضوع خشمگین می‌شود تصمیم می‌گیرد تا مهارت‌های هنری خود را بهبود ببخشد و بخاطر وسواس زیاد برای غلبه بر کیوموتو، منجر به جدایی از دوستان و خانواده‌اش می‌شود؛ علیرغم پیشرفت در طراحی، فوجینو به استانداردهای کیوموتو نمی‌رسد و طراحی را کنار می‌گذارد. فوجینو وقتی از کلاسش فارغ‌التحصیل می‌شود، وظیفه دارد دیپلم کیوموتو را به او تحویل دهد، زیرا او یک فراری از آگورافوبیک است که هرگز خانه‌اش را ترک نکرده‌است. فوجینو وارد خانه کیوموتو می‌شود و انبوهی از کتاب‌های طراحی را پیدا می‌کند. او با پیدا کردن یک تکه کاغذ، یونکوما را به تمسخر کیوموتو می‌کشد، اما ناخواسته وارد اتاق کیوموتو می‌شود و او را از حضور فوجینو آگاه می‌کند. کیوموتو از اتاقش بیرون می‌آید تا فوجینو را ملاقات کند و خود را به عنوان یک طرفدار بزرگ نشان می‌دهد که مدت زیادی مانگا او را در روزنامه مدرسه دنبال می‌کرده‌است. فوجینو که به شدت از پرستش مشتاقانه کیوموتو از او خوشحال شده، در همان لحظه می‌گوید که برنامه‌هایی برای ارسال مانگا به مسابقات دارد و دوباره طراحی را شروع می‌کند.
این دو در نهایت برای ایجاد مانگا با هم همکار می‌شوند و چندین وان شات طراحی می‌کنند که مورد تحسین قرار می‌گیرد. در طول سال‌های نوجوانی، به فوجینو گفته می‌شود که می‌خواهند آثار او را به صورت سریالی منتشر کنند اما کیوموتو تصمیم می‌گیرد به او نپیوندد زیرا می‌خواهد در دانشگاه آموزش رسمی هنر ببیند. فوجینو بدون او کار خود را ادامه می‌دهد و روی مانگای خود یعنی مرد کوسه‌ای کار می‌کند که به اندازه کافی محبوب می‌شود و حتی یک انیمه اقتباسی نیز دریافت کند.
یک روز فوجینو خبر یک قتل دسته جمعی در یک دانشگاه هنر را می‌شنود و متوجه می‌شود که کیوموتو یکی از قربانیان بوده‌است. فوجینو احساس گناه می‌کند چون فکر می‌کند که کیوموتو با کشیده شدن به سمت حرفه هنر، به طور غیرمستقیم در مرگ او دست داشته‌است. فوجینو به خانه کیوموتو برمی‌گردد و مانگایی که سال‌ها پیش کشیده بود پاره می‌کند. ناگهان فوجینو تصمیم می‌گیرد تا همان‌جا ترسیم کند و فوجیمو را در حالی که قاتل احتمالی دستگیر کرده، کیوموتو نجات می‌یابد. وقتی فوجینو برای جراحات وارد آمبولانس می‌شود، این دو به هم می‌رسند و فوجینو پیشنهاد می‌کند با کیوموتو مانگا بسازد. وزش باد مانگا را از اتاقش بیرون می‌برد و به زمان حال بازمی‌گردد. فوجینو که از مانگا شوکه شده وارد اتاق کیوموتو می‌شود و یک پنجره باز و چندین نسخه از مانگا مرد کوسه‌ای را پیدا می‌کند و آنجا معلوم می‌شود با اینکه چند سال با او همکاری نداشته، هرگز از نگاه کردن به او دست برنداشته است.
فوجینو که هنوز از انتخاب‌های زندگی‌اش ناامید است، هنر را محکوم می‌کند، فقط به خاطر می‌آورد که همه زمان‌هایی که مانگای او کیوموتو را خوشحال می‌کرد. فوجینو به سر کار بازمی‌گردد و به کشیدن مانگا ادامه می‌دهد و وان شات کیوموتو را بالای میز کاری خود می‌چسباند تا یادآور این باشد که چرا او به چنین زندگی به ظاهر ناکامل ادامه می‌دهد.